# Пизану, Джузеппе
Беппе Пизану (итал. Beppe Pisanu), полное имя Джузеппе Пизану (итал. Giuseppe Pisanu; род. 2 января 1937, Иттири, провинция Сассари, Сардиния, Италия) — итальянский политик, министр внутренних дел Италии (2002—2006).

## Биография
Родился 2 января 1937 года в Иттири, получил высшее образование в области сельского хозяйства. С 1975 по 1980 год возглавлял политический секретариат ХДП, когда должность национального секретаря партии занимал Бениньо Дзакканьини.
С 1972 по 1992 год неизменно являлся членом фракции Христианско-демократической партии Палаты депутатов с 6-го по 10-й созыв.
Младший статс-секретарь Министерства финансов Италии в 1980—1981 годах в первом правительстве Форлани и в 1982—1983 годах — в пятом правительстве Фанфани.
Отставка от работы в правительстве была вынужденной — под грузом политических обвинений в рамках скандалов с масонской ложей P-2, а также с бегством и смертью председателя правления обанкротившегося Banco Ambrosiano Роберто Кальви, но без каких-либо юридических последствий.
Младший статс-секретарь Министерства обороны Италии непрерывно с 4 августа 1986 по 22 июля 1989 года во втором правительстве Кракси, в шестом правительстве Фанфани, в первом правительстве Гориа и в первом правительстве Де Мита.
С 1994 по 2006 год постоянно состоял во фракции партии «Вперёд, Италия» Палаты депутатов с 12-го по 14-й созыв.
Во втором правительстве Берлускони являлся министром без портфеля с задачей актуализации программы правительства с 11 июня 2001 по 3 июля 2002 и затем министром внутренних дел до 23 апреля 2005 года.
В третьем правительстве Берлускони вновь занимал кресло министра внутренних дел весь срок полномочий с 23 апреля 2005 по 17 мая 2006 года.
В 2006—2008 годах состоял во фракции «Вперёд, Италия» Сената 15-го созыва, а в 2008—2013 годах — во фракции партии «Народ свободы» Сената 16-го созыва. С 2008 по 2013 год возглавлял Парламентскую комиссию по борьбе с мафией (Commissione parlamentare d’inchiesta sul fenomeno della mafia e sulle altre associazioni criminali similari).
В преддверии парламентских выборов 2013 года Пизану перешёл в новую партию «Гражданский выбор», основанную премьер-министром Марио Монти.

## Личная жизнь
Женат на Анне Марии Сальватичи (Anna Maria Salvatici), у супругов есть трое детей: Джиджи (Gigi), Анджело (Angelo, занялся политикой), Джанмарио (Gianmario, менеджер в консалтинговой компании Accenture). По словам Пизану, его любимая книга — «Улисс» Джеймса Джойса.